# Tyleria
Tyleria là một chi thực vật có hoa trong họ Ochnaceae.

## Loài
Chi Tyleria gồm các loài: